# Bumbacco Trophy
Die Bumbacco Trophy ist eine Trophäe der Ontario Hockey League für das Team, das in der regulären Saison Sieger der West Division ist. Zur Saison 1994/95, mit der Aufteilung der Liga in drei Gruppen, wurde die Trophäe erstmals vergeben. Namensgeber ist Angelo Bumbacco, ehemaliger General Manager der Sault Ste. Marie Greyhounds.

## Gewinner
| Saison  | Team                        |
| ------- | --------------------------- |
| 2024/25 | Windsor Spitfires           |
| 2023/24 | Saginaw Spirit              |
| 2022/23 | Windsor Spitfires           |
| 2021/22 | Windsor Spitfires           |
| 2020/21 | nicht vergeben              |
| 2019/20 | Saginaw Spirit              |
| 2018/19 | Saginaw Spirit              |
| 2017/18 | Sault Ste. Marie Greyhounds |
| 2016/17 | Sault Ste. Marie Greyhounds |
| 2015/16 | Sarnia Sting                |
| 2014/15 | Sault Ste. Marie Greyhounds |
| 2013/14 | Sault Ste. Marie Greyhounds |
| 2012/13 | Plymouth Whalers            |
| 2011/12 | Plymouth Whalers            |
| 2010/11 | Saginaw Spirit              |
| 2009/10 | Windsor Spitfires           |
| 2009/10 | Windsor Spitfires           |
| 2007/08 | Sault Ste. Marie Greyhounds |
| 2006/07 | Plymouth Whalers            |
| 2005/06 | Plymouth Whalers            |
| 2004/05 | Sault Ste. Marie Greyhounds |
| 2003/04 | Sarnia Sting                |
| 2002/03 | Plymouth Whalers            |
| 2001/02 | Plymouth Whalers            |
| 2000/01 | Plymouth Whalers            |
| 1999/00 | Plymouth Whalers            |
| 1998/99 | Plymouth Whalers            |
| 1997/98 | London Knights              |
| 1996/97 | Sault Ste. Marie Greyhounds |
| 1995/96 | Detroit Whalers             |
| 1994/95 | Detroit Junior Red Wings    |

## Quelle
- Ontario Hockey League Media Information Guide 2014–2015, S. 130.